# Elecciones presidenciales de Lituania de 1993
Las elecciones presidenciales de Lituania se llevaron a cabo el 14 de febrero de 1993. Algirdas Brazauskas, del Partido Democrático Laborista de Lituania, fue elegido Presidente de la República para un mandato de cinco años con el 61% de los votos. Fueron las primeras elecciones presidenciales tras la Revolución Cantada, que independizó al país de la Unión Soviética, y las primeras presidenciales directas en la historia de Lituania, puesto que previo a la ocupación soviética, el presidente era elegido por el parlamento. La participación electoral fue del 78.07%. Brazauskas derrotó a Stasys Lozoraitis, un candidato independiente apoyado por el movimiento Sąjūdis y otros partidos menores.

## Campaña
El Partido Democrático Laborista de Lituania, bajo el liderazgo Brazauskas, obtuvo un amplio triunfo en las elecciones parlamentarias de 1992, las primeras del país como una democracia constitucional tras la independencia, por lo que se esperaba que obtuviera también la presidencia en las elecciones. El presidente interino Vytautas Landsbergis, líder del movimiento Sąjūdis, retiró su candidatura en favor de Lozoraitis. Lozoraitis era un diplomático que había pasado la mayor parte de su vida en Estados Unidos y en Italia, por lo que debido a la cortina de hierro su trabajo era prácticamente desconocido para el pueblo lituano. La minoría polaca del país le dio su apoyo, debido a que se alarmaron por el repentino ascenso de Brazauskas y su partido.
Durante la campaña, que duró tres semanas, Lozoraitis hizo hincapié en su experiencia en los asuntos complejos. Brazauskas, por otro lado, se comprometió en que su partido buscaría una forma más tranquila de transitar el país de una economía planificada a una de libre mercado, y etiquetó a Lozoraitis como un extranjero, que no entendía la situación de Lituania, y que dependía del movimiento independentista de Landsbergis (impopular como partido político). Lozoraitis fue asistido en su campaña por quien sería presidente posteriormente, Valdas Adamkus.

## Resultados
Brazauskas triunfó en primera vuelta con más del 60% de los votos, haciéndose innecesaria una segunda vuelta. Triunfó en todos los condados del país, excepto Kaunas, y obtuvo muy buenos resultados en las zonas habitadas por rusos y polacos. Tan solo unos meses después, despidió a Lozoraitis como embajador ante los Estados Unidos, lo que le granjeó algunas críticas por haber politizado el tema.
| Candidatos                   | Candidatos                   | Partido                                   | Primera ronda | Primera ronda |
| Candidatos                   | Candidatos                   | Partido                                   | Votes         | %             |
| ---------------------------- | ---------------------------- | ----------------------------------------- | ------------- | ------------- |
|                              | Algirdas Brazauskas          | Partido Democrático Laborista de Lituania | 1.212.075     | 60.03%        |
|                              | Stasys Lozoraitis            | Independiente                             | 772.922       | 38.28%        |
| Votos anulados               | Votos anulados               | Votos anulados                            | 34.016        | 1.68%         |
| Total (participación 78.07%) | Total (participación 78.07%) | Total (participación 78.07%)              | 2.019.013     | 100%          |